# Vekt braxengräs
Vekt braxengräs, tidigare taggsporigt braxengräs, Isoetes echinospora, är en lummerväxt i familjen braxengräsväxter som beskrevs av Michel Charles Durieu de Maisonneuve 1861.